# David LaChapelle

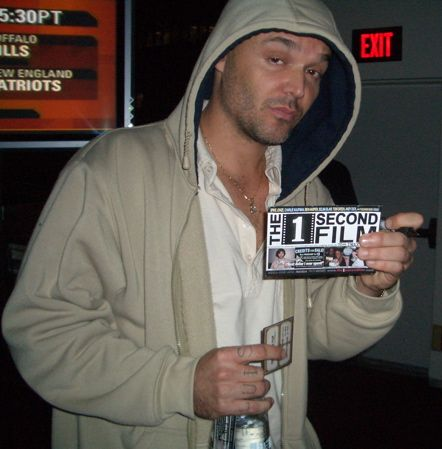
David LaChapelle

David LaChapelle (Connecticut, 1963) is een fotograaf en regisseur en houdt zich voornamelijk bezig met fotografie voor mode en advertenties. Hij is bekend voor zijn surrealistische en vaak humoristische stijl.

## Biografie
LaChapelle volgde de North Carolina School of the Arts en de School of the Arts in New York. Zijn eerste professionele opdracht als fotograaf was voor Interview magazine, een kans die hij kreeg aangeboden door Andy Warhol. Zijn werken zijn uitgegeven in vier boeken, LaChapelle Land, Hotel LaChapelle en Heaven to Hell, en bevatten allebei sterke en bizarre portretten van beroemdheden. In 2006 werd Artists and Prostitutes uitgebracht, een boek met het hele oeuvre van LaChapelle. Dit boek kwam in een gelimiteerde opgave.
Zijn eerste film Rize, een documentaire over het dansfenomeen krumping, beleefde zijn première tijdens Sundance in 2005 en werd in dezelfde zomer uitgebracht in de bioscopen. Ook regisseerde hij een advertentie voor H&M's nieuwe denimcollectie; deze commercial was gebaseerd op het verhaal van Romeo en Julia.
Zijn naam stond in het telefoonboek van Paris Hilton, dat in 2004 op het internet uitlekte. Veel mensen verwarden de naam met Dave Chappelle, de komediant en bestookten hem met berichten.

## Muziekvideo's
Zijn werk als videoregisseur omvat de volgende clips:
1997
- The Dandy Warhols - "Not If You Were The Last Junkie on Earth"

1999
- Kelis - "Good Stuff"
- Moby - "Natural Blues"

2000
- Enrique Iglesias - "Sad Eyes"

2001
- Elton John - "This Train Don't Stop There Anymore"
- Mariah Carey - "Loverboy"

2002
- Elton John - "Original Sin"
- The Vines - "Outathaway"
- Christina Aguilera feat. Redman - "Dirrty"
- Avril Lavigne - "I'm With You"

2003
- Jennifer Lopez - "I'm Glad"
- Whitney Houston - "Try It On My Own"
- Christina Aguilera feat. Lil' Kim - "Can't Hold Us Down"
- Macy Gray - "She Ain't Right For You"
- Christina Aguilera - "The Voice Within"
- blink-182 - "Feeling This"
- No Doubt - "It's My Life"

2004
- Britney Spears - "Everytime"
- Joss Stone - "Super Duper Love"
- Norah Jones - "Those Sweet Words"
- Elton John - "Answer In The Sky"
- Elton John - "All That I'm Allowed"
- Usher - "Burn"
- Gwen Stefani feat. Eve - "Rich Girl"
- Ontwierp en regisseerde Elton Johns Las Vegas show "The Red Piano"

2005
- Robbie Williams - "Advertising Space"

2006
- Hilary Duff - "Supergirl"
- Elton John - "Someone Saved My Life Tonight"

2007
- Amy Winehouse - "Tears Dry on Their Own"
- Jennifer Lopez - "Do It Well"

2012
- Florence and the machine - Spectrum

## Boeken
- LaChapelle Land - Uitgebracht in 1996
- Hotel LaChapelle - Uitgebracht in 1999
- Artists and Prostitutes - Uitgebracht in 2006 (beperkte oplage)
- Heaven to Hell - Uitgebracht in 2006

## Prijzen en erkenningen
- Photographer of the Year Award tijdens de VH1 Fashion Awards
- Een van de Ten Most Important People in Photography ter wereld volgens American Photo

- Bibsys: 5008329
- Biblioteca Nacional de España: XX4672745
- Bibliothèque nationale de France: cb12558813t (data)
- CiNii: DA10664197
- Gemeinsame Normdatei: 119520400
- International Standard Name Identifier: 0000 0001 1867 5362
- Library of Congress Control Number: n96030028
- Nationale Bibliotheek van Letland: 000037563
- MusicBrainz: b96504c3-632e-4de5-8703-b8800de13a17
- Nationale Bibliotheek van Tsjechië: js20051010012
- Nationale bibliotheek van Australië: 40913276
- Nationale Bibliotheek van Israël: 987007426285305171
- Nationale en Universitaire bibliotheek Zagreb: 000654796
- Nederlandse Thesaurus van Auteursnamen: 157850862
- PIC: 18322
- Réseau des bibliothèques de Suisse occidentale: 02-A005859690
- RKD-Nederlands Instituut voor Kunstgeschiedenis: 257794
- Istituto Centrale per il Catalogo Unico: UBOV376551
- LIBRIS: 328989
- Système universitaire de documentation: 034882715
- Union List of Artist Names: 500126105
- Virtual International Authority File: 88061910
- WorldCat: E39PBJxxdGJRFVTbKRCcVXdxXd